# كيليفيل (أوكلاهوما)
كيليفيل (بالإنجليزية: Kellyville, Oklahoma)‏ هي بلدة أمريكية تقع في الولايات المتحدة في مقاطعة كريك، أوكلاهوما. يقدر عدد سكانها بـ 1,150 نسمة ومساحتها 2.2 كم2 و وترتفع عن سطح البحر 239 متر.

## التركيبة السكانية
حدّد مكتب تعداد الولايات المتحدة بيانات التركيبة السكانية لكيليفيل في تعداد الولايات المتحدة. في ما يلي، التركيبة السكانية حسب تعدادي 2000 و2010.

### تعداد عام 2000
بلغ عدد سكان كيليفيل 906 نسمة بحسب تعداد عام 2000، وبلغ عدد الأسر 349 أسرة وعدد العائلات 259 عائلة مقيمة في البلدة. في حين سجلت الكثافة السكانية 297 نسمة لكل كيلومتر مربع (769.2/ميل2). وبلغ عدد الوحدات السكنية 413 وحدة بمتوسط كثافة قدره 135.4 لكل كيلومتر مربع (350.7/ميل2).
وتوزع التركيب العرقي للبلدة بنسبة 83.55% من البيض و0.66% من الأمريكيين الأفارقة و10.15% من الأمريكيين الأصليين و0.11% من سكان جزر المحيط الهادئ و0.55% من الأعراق الأخرى و4.97% من عرقين مختلطين أو أكثر و1.32% من الهسبانيون أو اللاتينيون من أي عرق.
بلغ عدد الأسر 349 أسرة كانت نسبة 39.3% منها لديها أطفال تحت سن الثامنة عشر تعيش معهم، وبلغت نسبة الأزواج القاطنين مع بعضهم البعض 53.3% من أصل المجموع الكلي للأسر، ونسبة 14.9% من الأسر كان لديها معيلات من الإناث دون وجود شريك،  بينما كانت نسبة 6% من الأسر لديها معيلون من الذكور دون وجود شريكة وكانت نسبة 25.8% من غير العائلات. تألفت نسبة 23.5% من أصل جميع الأسر من عدة أفراد يعيشون في نفس المنزل ونسبة 11.2% كانت تتألف من شخص يعيش بمفرده يبلغ من العمر 65 عاماً أو أكثر. وبلغ متوسط حجم الأسرة المعيشية 2.60، أما متوسط حجم العائلات فبلغ 3.03.
بلغ العمر الوسطي للسكان 34.8 عاماً. وكانت نسبة 26.4% من القاطنين تحت سن الثامنة عشر، وكانت نسبة 10.5% بين الثامنة عشر والرابعة والعشرين عاماً، ونسبة 27.7% كانت واقعةً في الفئة العمرية ما بين الخامسة والعشرين والرابعة والأربعين عاماً، ونسبة 22.5% كانت ما بين الخامسة والأربعين والرابعة والستين، ونسبة 12.9% كانت ضمن فئة الخامسة والستين عاماً فما فوق. يوجد لكل 100 أنثى 91.1 ذكر، ويوجد لكل 100 أنثى في الثامنة عشر من عمرها فما فوق 87.9 ذكر.
بلغ متوسط دخل الأسرة في البلدة 30,688 دولارًا، أما متوسط دخل العائلة فبلغ 32,297 دولارًا. وكان متوسط دخل الذكور 27,639 دولارًا مقابل 18,229 دولارًا للإناث. وسجل دخل الفرد الخاص بالبلدة 11,978 دولارًا. وكانت نسبة 9.2% من العائلات ونسبة 12.3% من السكان تحت خط الفقر، وكان من هؤلاء نسبة 19.8% تحت سن الثامنة عشر ونسبة 8.1% في الخامسة والستين من العمر وما فوق.

### تعداد عام 2010
بلغ عدد سكان كيليفيل 1,150 نسمة بحسب تعداد عام 2010، وبلغ عدد الأسر 402 أسرة وعدد العائلات 294 عائلة مقيمة في البلدة. في حين سجلت الكثافة السكانية 377 نسمة لكل كيلومتر مربع (976.4/ميل2). وبلغ عدد الوحدات السكنية 461 وحدة بمتوسط كثافة قدره 151.1 لكل كيلومتر مربع (391.3/ميل2).
وتوزع التركيب العرقي للبلدة بنسبة 79.48% من البيض و0.17% من الأمريكيين الأفارقة و12.78% من الأمريكيين الأصليين و0.26% من الأمريكيين ذوي الأصول الآسيوية و1.13% من الأعراق الأخرى و6.17% من عرقين مختلطين أو أكثر و2.87% من الهسبانيون أو اللاتينيون من أي عرق.
بلغ عدد الأسر 402 أسرة كانت نسبة 44.5% منها لديها أطفال تحت سن الثامنة عشر تعيش معهم، وبلغت نسبة الأزواج القاطنين مع بعضهم البعض 46.5% من أصل المجموع الكلي للأسر، ونسبة 17.4% من الأسر كان لديها معيلات من الإناث دون وجود شريك،  بينما كانت نسبة 9.2% من الأسر لديها معيلون من الذكور دون وجود شريكة وكانت نسبة 26.9% من غير العائلات. تألفت نسبة 21.9% من أصل جميع الأسر من عدة أفراد يعيشون في نفس المنزل ونسبة 9.2% كانت تتألف من شخص يعيش بمفرده يبلغ من العمر 65 عاماً أو أكثر. وبلغ متوسط حجم الأسرة المعيشية 2.86، أما متوسط حجم العائلات فبلغ 3.35.
بلغ العمر الوسطي للسكان 32.1 عاماً. وكانت نسبة 32.6% من القاطنين تحت سن الثامنة عشر، وكانت نسبة 8.6% بين الثامنة عشر والرابعة والعشرين عاماً، ونسبة 25.3% كانت واقعةً في الفئة العمرية ما بين الخامسة والعشرين والرابعة والأربعين عاماً، ونسبة 23% كانت ما بين الخامسة والأربعين والرابعة والستين، ونسبة 10.4% كانت ضمن فئة الخامسة والستين عاماً فما فوق. وتوزع التركيب الجنسي للسكان بنسبة 48.3% ذكور و51.7% إناث.